# Demos ’94
Demos 94 – album demo niemieckiej grupy Rammstein. Powstał w roku 1994. Składał się z dem różnych utworów, które potem zostały nagrane profesjonalnie i w lepszej jakości.
Były to dema głównie utworów z późniejszego albumu Herzeleid, Schwarzes Glas, Weisses Fleisch, Seemann, Rammstein, Du riechst so gut i Das alte leid.
We wszystkich utworach, prócz wokalisty Tilla, śpiewa cały zespół.

## Spis Utworów
1. Der Riecher (wersja demo Du riechst so gut)
2. Hallo Hallo (wersja demo Das Alte Leid)
3. Fleisch (wersja demo Weißes Fleisch)
4. Rammstein (wersja demo)
5. Schwarzes Glas (wersja demo)
6. Komm In Mein Boot (wersja demo Seemann)